# 김태윤 (스피드스케이팅 선수)
김태윤(金太潤, 1994년 9월 28일~)은 대한민국의 스피드스케이팅 선수이다. 올림픽에 2회 참가했으며 2018년 동계 올림픽에서 1000m 종목 동메달을 획득하였다.